# Pseudocardeal
O termo pseudocardeal indica, na história do Catolicismo, um cardeal eleito por um antipapa.
A sua nomeação não é reconhecida pela Igreja Católica e normalmente seus direitos se extinguiam com a morte do antipapa. Em muitos casos, pseudocardeais foram confirmados por um Papa legítimo, adquirindo todos os direitos desse cargo.